# Sudylkiw
Sudylkiw (ukrainisch Судилків; russisch Судилков/Sudilkow) ist ein Dorf in der ukrainischen Oblast Chmelnyzkyj mit etwa 4800 Einwohnern (2023).

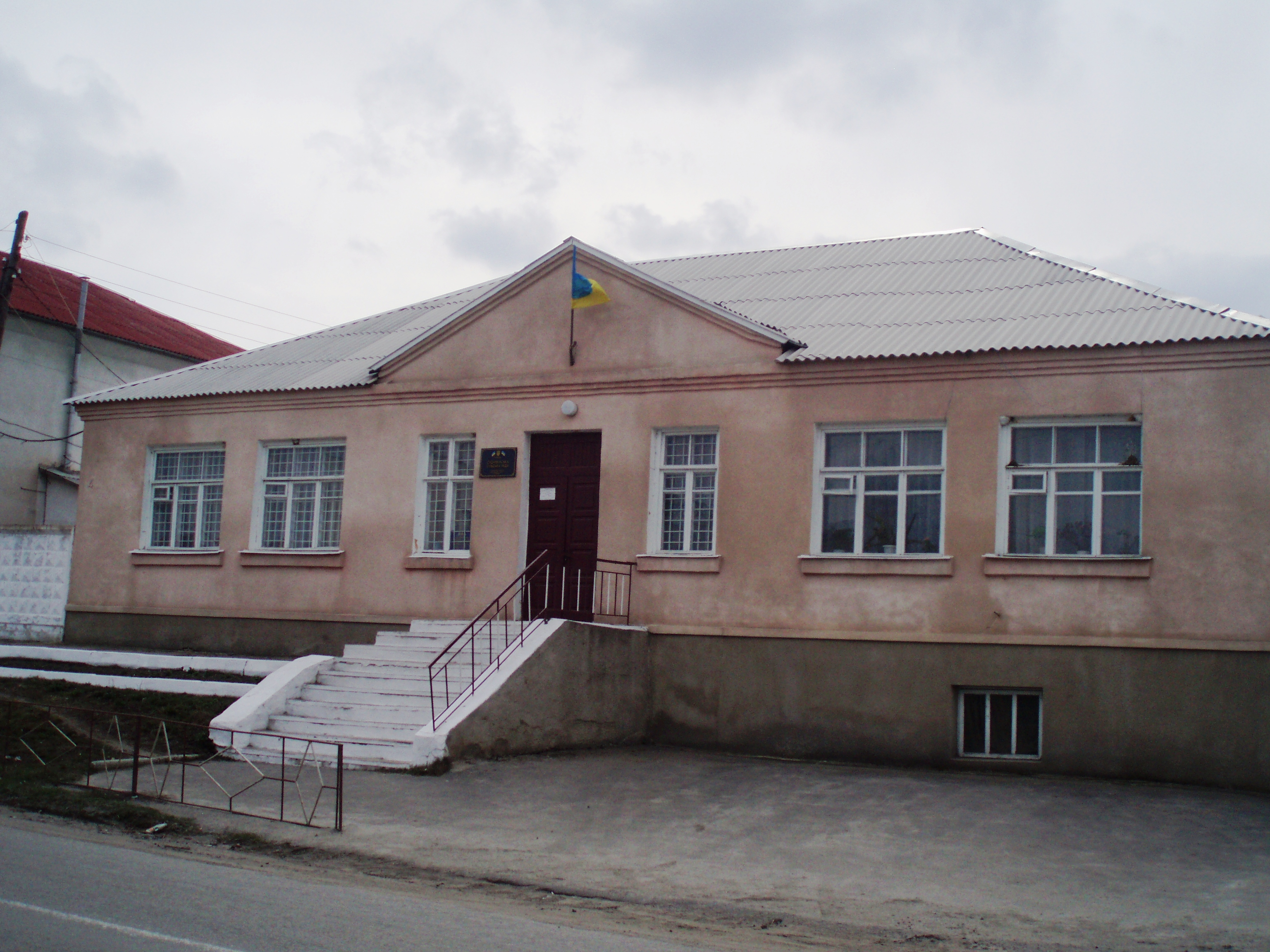
Rathaus von Sudylkiw

Sudylkiw ist ein Vorort der im Westen angrenzenden Stadt Schepetiwka, wurde 1534 erstmals schriftlich erwähnt und liegt im Rajon Schepetiwka 105 km nördlich von Chmelnyzkyj am Ufer der 19 Kilometer langen Kossezka (Косецька; Flusssystem Horyn). Das Dorf besitzt eine Bahnstation an der Bahnstrecke Kowel–Kosjatyn. Durch die Ortschaft verläuft die Territorialstraße T–23–09.

## Verwaltungsgliederung
Am 5. September 2016 wurde das Dorf zum Zentrum der neugegründeten Landgemeinde Sudylkiw (Судилківська сільська громада/Sudylkiwska silska hromada). Zu dieser zählen auch die 20 in der untenstehenden Tabelle aufgelisteten Dörfer, bis dahin bildete es zusammen mit den Dörfern Bilokrynytschtschja, Klymentowytschi, Losytschne und Rudnja-Nowenka die gleichnamige Landratsgemeinde Sudylkiw (Судилківська сільська рада/Sudylkiwska silska rada) im Zentrum des Rajons Schepetiwka.
Folgende Orte sind neben dem Hauptort Sudylkiw Teil der Gemeinde:
| Name                     | Name              | Name                                     |
| ukrainisch transkribiert | ukrainisch        | russisch                                 |
| ------------------------ | ----------------- | ---------------------------------------- |
| Beresne                  | Березне           | Березное (Beresnoje)                     |
| Bilokrynytschtschja      | Білокриниччя      | Белокриничье (Belokrinitschje)           |
| Chrolyn                  | Хролин            | Хролин (Chrolin)                         |
| Horodyschtsche           | Городище          | Городище (Gorodischtsche)                |
| Klymentowytschi          | Климентовичі      | Климентовичи (Klimentowitschi)           |
| Krasnosilka              | Красносілка       | Красносёлка (Krasnosjolka)               |
| Kupyne                   | Купине            | Купино (Kupino)                          |
| Losytschne               | Лозичне           | Лозичное (Lositschnoje)                  |
| Maljowanka               | Мальованка        | Малёванка                                |
| Nowytschi                | Новичі            | Новичи (Nowitschi)                       |
| Paschuky                 | Пашуки            | Пашуки (Paschuki)                        |
| Poljana                  | Поляна            | Поляна                                   |
| Rudnja-Nowenka           | Рудня-Новенька    | Рудня-Новенькая (Rudnja-Nowenkaja)       |
| Sawytschi                | Савичі            | Савичи (Sawitschi)                       |
| Scholudky                | Жолудки           | Жёлудки (Schjoludki)                     |
| Seredynzi                | Серединці         | Серединцы (Seredinzy)                    |
| Traulyn                  | Траулин           | Траулин (Traulin)                        |
| Welyka Medwediwka        | Велика Медведівка | Великая Медведевка (Welikaja Medwedewka) |
| Wowkiwtschyky            | Вовківчики        | Волковчики (Wolkowtschiki)               |
| Wowkiwzi                 | Вовківці          | Волковцы (Wolkowzy)                      |